# 96. Sinfonie (Haydn)
Die Sinfonie Nr. 96 in D-Dur (Hob. I:96) komponierte Joseph Haydn im Jahr 1791. Das Werk gehört zu den berühmten Londoner Sinfonien und trägt den nicht von Haydn stammenden Beinamen „Das Wunder“ („The Miracle“).

## Allgemeines

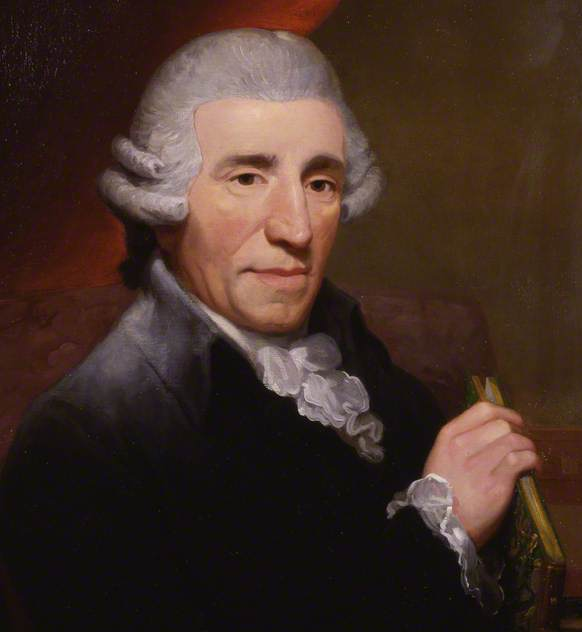
Franz Joseph Haydn (1732–1809)

Die Sinfonie Nr. 96 D-Dur komponierte Haydn im Jahr 1791 im Rahmen der ersten Londoner Reise und ist wahrscheinlich chronologisch die erste der „Londoner Sinfonien“. Sie wurde am 11. März 1791 in London in den „Hanover Square Rooms“ uraufgeführt, und zwar als Eröffnung der zweiten Hälfte des Konzertabends, während in der ersten Hälfte u. a. Haydns nicht speziell für die Londoner Konzertreihe komponierte Sinfonie Nr. 92 gespielt wurde.
Von der Uraufführung, die ein großer Erfolg wurde, berichtet Haydn später seiner Bekannten Luigia Polzelli: „Im ersten Konzert von Herrn Salomon habe ich Furore mit einer neuen Symphonie gemacht, von der das Adagio wiederholt werden musste; dies ist in London noch nie passiert, stell Dir vor, was für ein Wirbel das war, so etwas aus einem englischen Munde zu hören.“ (Original in Italienisch)
Der Beiname „Das Wunder“ (original auf Englisch: „The Miracle“) ist durch eine Überlieferung zustande gekommen, über die Albert Dies (1810) berichtet:

„Als Haydn im Orchester erschien und sich an das Pianoforte setzte, um eine Symphonie selbst zu dirigieren, verließen die neugierigen Zuhörer im Parterre ihre Sitze und drängten sich gegen das Orchester in der Absicht, den berühmten Haydn in der Nähe besser sehen zu können. Die Sitze in der Mitte des Parterres wurden dadurch leer, und kaum waren sie leer, so stürzte der große Kronleuchter herunter, zertrümmerte und setzte die zahlreiche Versammlung in die größte Bestürzung. Sobald die ersten Augenblicke des Schreckens vorüber waren und die Vorgedrängten sich die Gefahr, der sie glücklich entflohen, denken, Worte finden und zum Ausbruch derselben kommen konnten, drückten mehrere Personen ihren Gemütszustand laut genug durch das Wort ‚Mirakel! Mirakel‘ aus. Haydn selbst war innig gerührt und dankte der gütigen Vorsehung, die es geschehen ließ, dass er auf gewisse Art als Ursache oder Werkzeug dienen müsste, wenigstens dreißig Menschen das Leben zu retten. Nur ein paar Zuhörer hatten unbedeutende Quetschungen empfangen.

Dieses Ereignis habe ich auf verschiedene Art und fast immer mit dem Zusatz erzählen hören, man hätte in London der Symphonie den schmeichelhaften Namen: ‚Das Mirakel‘ beigelegt. Es kann sein, dass es sich so verhält, aber wie ich deswegen bei Haydn Erkundigung einziehen wollte, sagte er: ‚Davon weiß ich nichts.‘“

Dieses „Wunder“ wurde zunächst der Sinfonie Nr. 96 zugeschrieben, geschah jedoch wahrscheinlich während der Wiederholung des Finales der Sinfonie Nr. 102.
Das Werk wird in der Literatur verschieden bewertet:
- Haydn selbst in einem Brief an Marianne von Genzinger: „(…) von beeden Sinfonien[7] eine Probe zu halten, weil Sie sehr Delicat sind, besonders das lezte Stück in D[8] in welchem ich das allerkleinste piano anempfehle und mit einem sehr geschwinden Tempo.“[9]
- „Die Symphonie selbst ist eine der schwächeren. Wenn sie einen Namen verdient, so könnte man sie vom letzten Satz her das ‚Perpetuum mobile‘ nennen. Siebzig Jahre vor Johann Strauß hat Haydn in diesem Rondo-Finale den Versuch gemacht und durchgeführt, ‚eine Melodie nicht aufhören zu lassen‘.“[10]
- „Ihr Allegro ist sehr temperamentvoll; ihr Andante ein Variationensatz, der fast zum Konzert für zwei Violinen wird; ihr Menuett liebenswürdig und erfüllt von Süße; das Finale, spritzig und geistvoll, entlässt den Hörer mit einem Lächeln des Wohlbefindens.“[11]
- „Auch wenn The Miracle ein anderes Wunder meint, so bleibt diese Symphonie 96 allemal ein Wunder an Satzkunst und Raffinesse.“[1]

## Zur Musik
Besetzung: zwei Querflöten, zwei Oboen, zwei Fagotte, zwei Hörner in D, zwei Trompeten in D, Pauken, Violine I u. II, Viola, Violoncello, Kontrabass. Zahlreiche Quellen wie Konzertankündigungen, Presseberichte und Erinnerungen belegen, dass Haydn die Sinfonien seines ersten Londoner Aufenthalts vom Cembalo (harpsichord) oder vom Pianoforte aus leitete oder dabei den „Vorsitz“ hatte, wie Burney es ausdrückte (“Haydn himself presided at the piano-forte”). Nach der damaligen Aufführungspraxis ist dies ein Indiz für den ursprünglichen Gebrauch eines Tasteninstrumentes (Cembalo oder Fortepiano) als nicht notiertes Continuoinstrument in den „Londoner Sinfonien“.
Aufführungszeit: ca. 25 Minuten.
Bei den hier benutzten Begriffen der Sonatensatzform ist zu berücksichtigen, dass dieses Schema in der ersten Hälfte des 19. Jahrhunderts entworfen wurde (siehe dort) und von daher nur mit Einschränkungen auf die Sinfonie Nr. 96 übertragen werden kann. – Die hier vorgenommene Beschreibung und Gliederung der Sätze ist als Vorschlag zu verstehen. Je nach Standpunkt sind auch andere Abgrenzungen und Deutungen möglich.

### Erster Satz: Adagio – Allegro
Adagio: D-Dur, 3/4-Takt, Takt 1–17

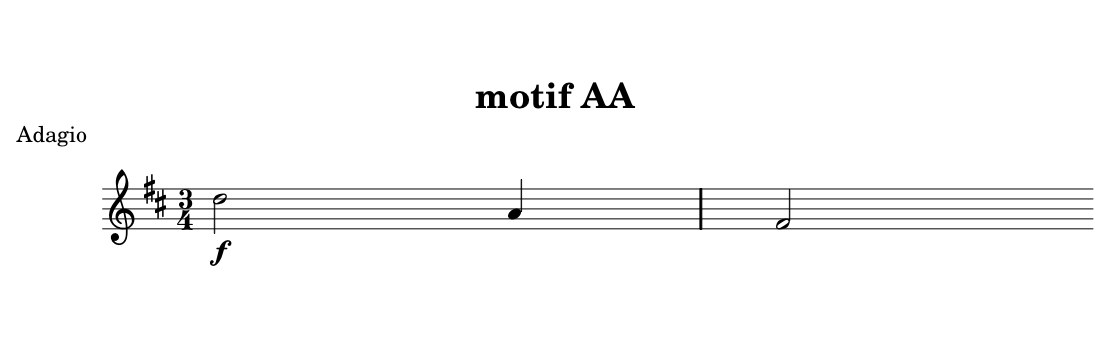
Eröffnungsdreiklang

Die Sinfonie eröffnet forte im signalartigen D-Dur-Dreiklang abwärts, dem piano die Streicher im verzierten Dreiklangsaufstieg antworten, gefolgt von einem Staccato-Überleitungstakt, der zur getragenen Wiederholung der Anfangsfigur in einer Moll-Variante führt und die Einleitung nach pochendem Tonrepetitionsmotiv mit einer klagenden Oboenfigur beendet. Die Einleitung ist insgesamt relativ simpel strukturiert bzw. besteht aus mehreren „Standard-Floskeln“. In der Literatur finden sich hierzu unterschiedliche Bewertungen: Während Renate Ulm in Betracht zieht, Haydn habe bei dieser so wichtigen Eröffnung mit dem „nicht besonders anregend erscheinenden Einstieg die hohe Erwartungshaltung des Publikums erst einmal bis zur Enttäuschung“ zurückschrauben wollen, um dann im folgenden Allegro die Bewunderung des Publikums zurückzugewinnen, meint Harold Haslmayr, Haydn habe die Sinfonie auch deshalb zu Beginn der zweiten Hälfte des Konzertabends platziert, um „auch den notorisch Zuspätkommenden die wunderbare Einleitung (…) nicht vorzuenthalten.“
Die Einleitung enthält trotz ihrer relativen Einfachheit wesentliche Bausteine für die übrigen Sätze (ähnlich bei der Sinfonie Nr. 102), insbesondere das Tonrepetitionsmotiv und den Eröffnungsdreiklang.
Allegro: D-Dur, 3/4-Takt, Takt 18–203

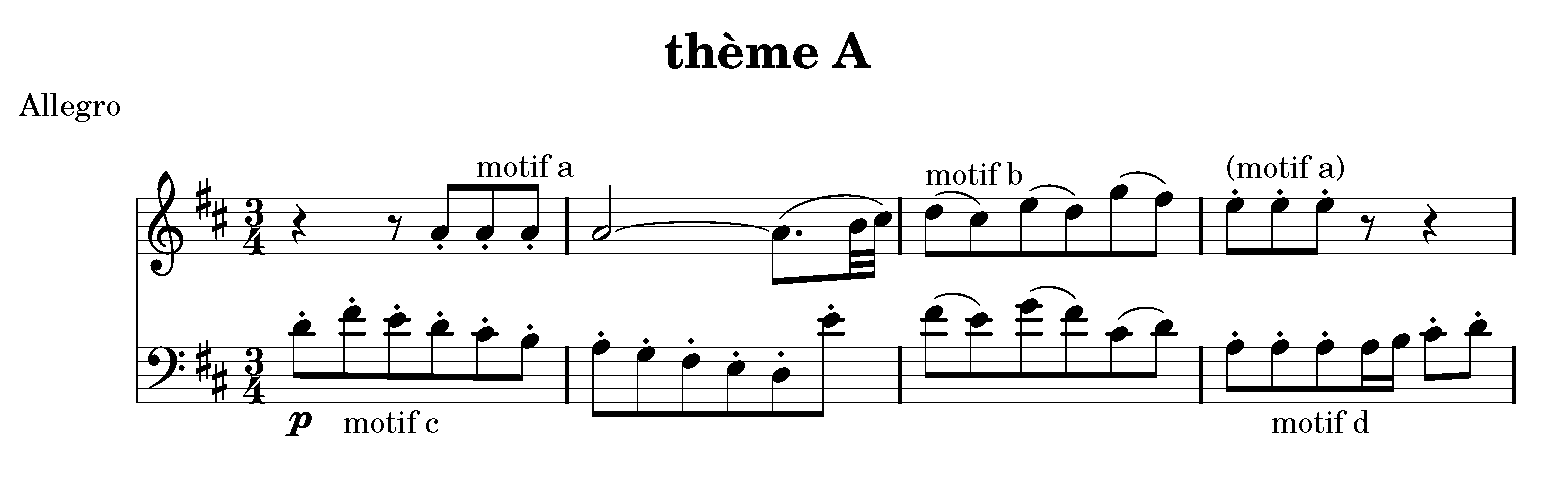
Beginn vom Allegro

Der Satz beginnt piano mit einem Begleit-Teppich im Staccato, der durch die Parallelführung von 2. Violine, Viola und Fagott seine charakteristische Klangfarbe bekommt (Motiv c in der Grafik, vom Staccato-Motiv der Einleitung ableitbar). Das erste Thema (Hauptthema) setzt auf diesem Teppich auftaktig ein mit drei wiederholten Achteln, die in einen ganztaktigen Ton (ebenfalls A) münden (Motiv a in der Grafik). Ein weiterer Auftakt führt in eine aufsteigende Achtelfigur (Motiv b in der Grafik), die die erste Hälfte des Themas mit dreifacher Tonrepetition auf E abtaktig beenden. Die zweite Hälfte (Nachsatz) des Themas ist symmetrisch dazu aufgebaut, so dass sich insgesamt eine periodische Struktur ergibt. Das Thema führt in Takt 25 in den ersten Forte-Tutti-Block, der mit Synkopen aufgelockert ist. Ab Takt 32 folgt die Wiederholung des Themas (mit gegenstimmenartigem Einwurf der Oboe), der anschließende Tutti-Block fällt neben seinen virtuosen Sechzehntelläufen insbesondere durch das Herausstellen des Tonrepetitionsmotivs auf: Ab Takt 43 im fanfarenartigen Marsch-Rhythmus mit Sechzehnteln, ab Takt 54 in gleichmäßigen Achteln. Haydn moduliert dabei bis nach E-Dur, lässt hier jedoch den Fluss abrupt abbrechen (Takt 57), führt mit zögerlicher, von Pausen unterbrochener Unisono-Bewegung für Streicher im Staccato über einen betonten G-Dur-Septakkord zurück zur Tonika D-Dur, um kurz darauf in der Schlussgruppe (ab Takt 71) die Dominante A-Dur zu etablieren. Die Schlussgruppe bringt zunächst nochmals den Kopf vom Hauptthema und beendet dann die Exposition mit einer wiederholten Folge des Tonrepetitionsmotivs. Die Exposition endet in Takt 83 und wird wiederholt.
Die Durchführung wechselt mit der Tonrepetition abrupt nach Fis-Dur, das dominantisch zum folgenden Auftritt des Hauptthemas im Bass in h-Moll wirkt. Über mehrere Vorhalte (von Motiv b) führt Haydn nun im Piano nach C-Dur, in dem das Thema ab Takt 104 im Forte vorgestellt und fortgesponnen wird. In Takt 117 taucht ein neues Motiv in der Subdominante G-Dur auf, das auf einem G-Dur-Akkord abwärts basiert (ggf. vom Eröffnungsdreiklang des Adagios ableitbar). Eine Steigerung führt mit dem fanfarenartigen Tonrepetitionsmotiv bis zum Fortissimo, wo das Geschehen überraschend auf h-Moll mit zwei Takten Generalpause abbricht. Der folgende Auftritt des Hauptthemas ist eine Scheinreprise, denn er steht in der Subdominante G-Dur. Sechzehntelläufe im Forte führen dann schließlich zur „richtigen“ Reprise in der Tonika D-Dur (ab Takt 154).
Die Reprise ist gegenüber der Exposition variiert: Das Thema wird nicht wiederholt, dafür ist der Forte-Tutti – Block nun erweitert und steht im Fortissimo. Die Schlussgruppe ist ebenfalls erweitert und enthält als letzte Überraschung nach dem dreifach wiederholten Fanfarenmotiv einen effektvollen, kurzen d-Moll – Ausbruch im Fortissimo. Durchführung und Reprise werden ebenfalls (allerdings zum letzten Mal in einem Kopfsatz von Haydns Sinfonien) wiederholt.

### Zweiter Satz: Andante
G-Dur, 6/8-Takt, 89 Takte
Das Andante ist als dreiteiliger (Variations-)Satz (A-B-A´) mit einem Mittelteil in Moll strukturiert. Der Hauptteil ist klanglich durch die Balance zwischen Streichern und Holzbläsern gekennzeichnet.
- A-Teil (Takt 1–25, G-Dur): Das viertaktige, galant-zarte Thema wird zunächst von den Streichern mit stimmführender 1. Violine vorgestellt. Kennzeichnend ist dabei ein auftaktiger, gebrochener Akkord (Sechzehntel-Triole), den man sich vom Eröffnungsdreiklang der Einleitung abgeleitet denken kann. Das Thema wird einmal mit pastoralen Farbtupfern in den Holzbläsern (Tonrepetition!)  wiederholt. – In Takt 9 setzt dann unerwartet ein „dröhnendes“ Forte-Tutti ein, in dem das thematische Material fortgesponnen wird. Neben dem Dreiklangsmotiv wird hier auch das Tonrepetitionsmotiv aus der Einleitung herausgearbeitet – beide am Beginn auffällig im Unisono. Mit ernsten Oktavsprüngen folgt eine kurze Trübung nach Moll (Takt 18/19), die über mehrere zögerliche Anläufe der 1. Violine in eine Wiederholung des Themas mit einem Tonrepetitionsmotiv im Horn / Fagott mündet.
- B-Teil (Takt 26–45, g-Moll): der Mittelteil in g-Moll beginnt forte mit versetztem Einsatz der Instrumente (zunächst ohne Bass), so dass sich ein mehrstimmiger Klangteppich entwickelt. In Takt 34 setzt mit Wendung nach B-Dur eine kurze Aufhellung an, die jedoch mit einem „Grollen“ im Bass nach g-Moll zurückgeführt wird.
- A´-Teil Takt 46–89: Das Thema wird nochmals von den Streichern vorgetragen, wobei die Flöte die 1. Violine in der Stimmführung unterstützt. Es folgt der Forte-Tutti-Teil entsprechend Takt 9, an den sich wiederum das Thema anschließt, nun als Variante mit durchgehenden Sechzehntel-Triolen. Das Thema führt über pochende Tonrepetitionen im Horn zu einem Quartsextakkord. Dieser ist das Signal für die beiden Violinen zu einer Solo-Kadenz, wo beide Instrumente in fließender Triolenbewegung über das Thema variieren. Zum Schluss hin treten die Flöten und Oboen solistisch hervor, am Ende auch mit dem Tonrepetitionsmotiv. Ein sich aufbauender Stauakkord wird – wie in einem Solo-Konzert – von den solistischen Instrumenten aufgegriffen und mit Triller abgeschlossen. Möglicherweise wollte Haydn so dem Londoner Geschmack entgegenkommen, der damals auch (noch) vom Concerto grosso des Barock beeinflusst war[20][21], und/oder den beiden Führern der 1. und 2. Violine die Reverenz erweisen.[19] Nach der bewährten Triolenbewegung der 1. Violine verhaucht der Satz im Pianissimo.

### Dritter Satz: Menuet. Allegretto
D-Dur, 3/4-Takt, mit Trio 84 Takte
Der Hauptteil des Menuetts beginnt als kräftig-entschlossenes Forte-Tutti mit Pralltriller und virtuosem Lauf aufwärts, um dann mit einer zögerlich-leisen Piano-Passage abzuwechseln. In den Tutti-Blöcken kann man sich die Tonrepetition (z. B. Takt 4, Takt 21 und sehr auffällig ab Takt 40) und ggf. auch die Dreiklangsmelodik (z. B. Takt 2) von dem entsprechenden Motiven der Einleitung abgeleitet denken.
Das Trio steht ebenfalls in D-Dur und ist durch sein ländlerartiges Oboensolo über walzerartiger Streicherbegleitung gekennzeichnet. Zu Beginn des Mittelteils führt das solistische Fagott die Melodie fort, um nach einer kurzen, energischen Forte-Unisono-Passage wieder an die Oboe abzugeben. Auffällig ist eine ausholende Figur der Oboe in Takt 77 bis 80.
Der Dreiertakt tritt im Menuett teilweise zurück (z. B. in der Piano-Passage ab Takt 5), wird dafür im Trio aber umso stärker betont.

### Vierter Satz: Finale. Vivace (assai)
D-Dur, 2/4-Takt, 239 Takte
Der Satz ist fast durchweg durch die Elemente des Hauptthemas, insbesondere dessen zwei-Achtel-Auftakt und die fortlaufende Bewegung, gekennzeichnet.
- A-Teil Takt 1–48: Vorstellung der achttaktigen Hauptmelodie im Streicherpiano. Das elegant-huschende Thema wird  wiederholt und geht dann – weiterhin im Piano – in eine kurze d-Moll-Passage über. Nach  energisch-nachahmendem Forte-Unisono erarbeitet sich die 1. Violine chromatisch das Dur wieder zurück. Das Thema wird nun nochmals vorgestellt – von der Flöte unterstützt – und mit einer verlängerten Schlusswendung beendet. Auch dieser zweite Teil wird wiederholt. Der A-Teil ist damit dreiteilig strukturiert. Den auftaktigen Themenbeginn kann man sich wiederum vom Eröffnungsdreiklang der Sinfonie abgeleitet denken.
- B-Teil Takt 48–102, d-Moll: Der Beginn des Moll-Mittelteils wird durch den auftaktigen Kopf vom Hauptthema geprägt. Anschließend wechselt Haydn mit akzentuierten Akkordschlägen und Sechzehntel-Schleifer, unruhigen Tonrepetitionen, Läufen und dem Themenkopf über C-Dur nach F-Dur und schließlich nach A-Dur, das dominantisch zum folgenden D-Dur wirkt.
- C´-Teil Takt 103–149: Mit Erreichen des Dur hat sich die dunkle Stimmung des Mittelteils verflüchtigt und greift den schnellen und heiteren Charakter vom Satzanfang mit dem Hauptthema wieder auf. Blockartig folgt nun ein Forte-Abschnitt mit versetztem Einsatz der Instrumente, Synkopen und einer sich mit Tonrepetitionen aufstauenden Dissonanz, die ins dominantische A-Dur übergeht.
- A´-Teil Takt 150–186: entspricht dem A-Teil.
- D-Teil Takt 187–239: Der Schlussteil führt zunächst zu einem A-Dur-Septakkord mit Fermate als Ruhepol. Im folgenden „Schluss-Sturm“ lässt Haydn neben den akzentuierten Akkorden mit Schleifer aus dem B-Teil auch das Hauptthema nochmals auftreten: versetzt in den Holzbläsern, über einem Orgelpunkt auf D und zuletzt im Bläser-Unisono.

Der Satz, in dem Haydn „eine Melodie nicht aufhören“ lässt, fällt bezüglich seiner Länge deutlich kürzer aus als der erste Satz und erinnert daher etwas an die „Kehraus“-Schlusssätze früherer Sinfonien. Möglicherweise aus diesem Grund hat Haydn auch den Schlusssatz der Sinfonie Nr. 93 umgearbeitet.